# Konrad IV. Tanner

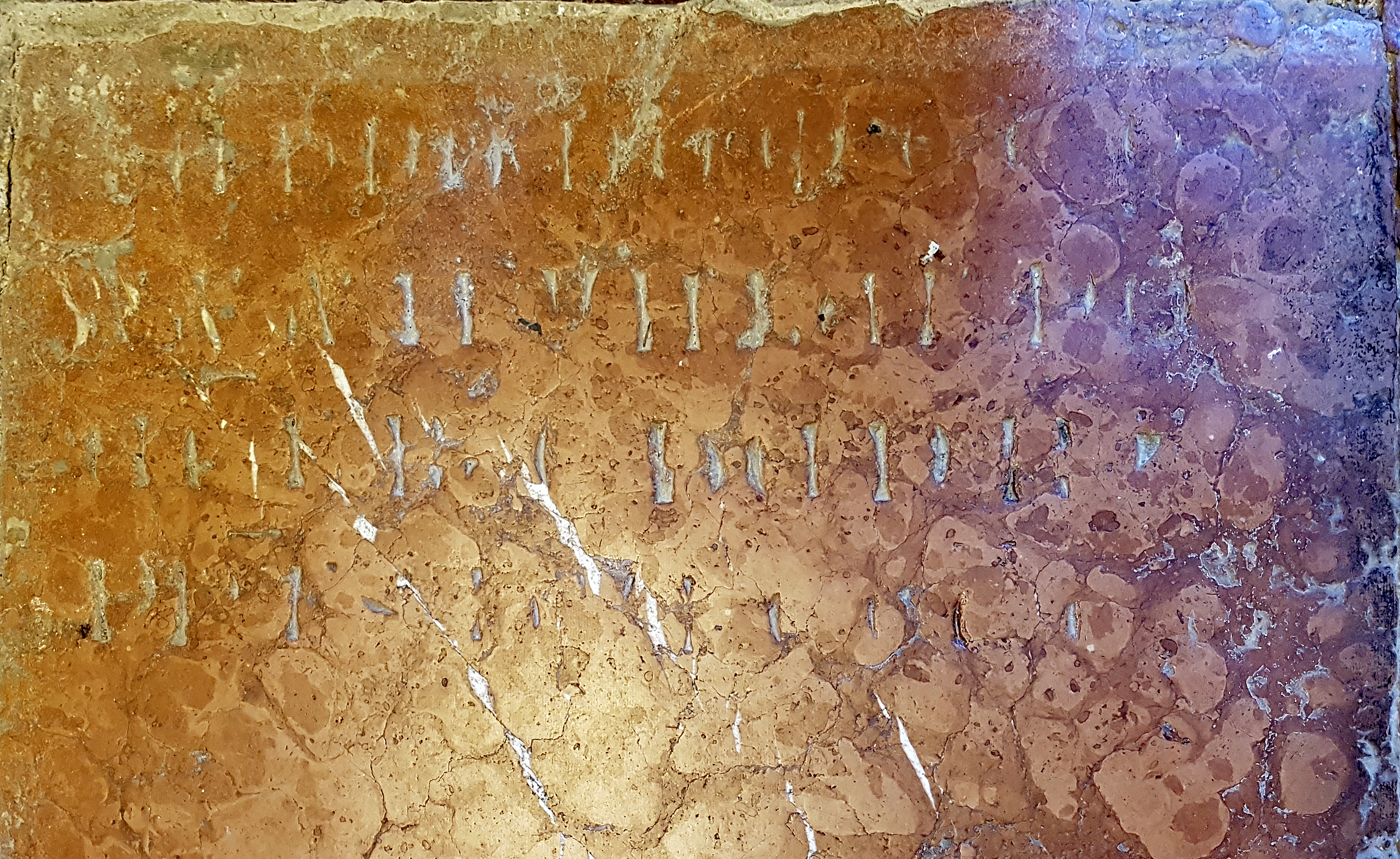
Bodenplattenausschnitt als Grabmal von Konrad IV. Tanner

Konrad Tanner († 1333) war als Konrad IV. von 1317 bis 1333 Propst des Klosterstifts Berchtesgaden.
Er entstammte dem Geschlecht der Tanner zu Altentann im Landgericht Neumarkt, das trotz zahlreicher Lehen im Salzburgischen stets den Bayern „zugeneigt“ war. Tanner galt als Eiferer gegen „geistliche und weltliche Gebrechen“ und soll sich wegen seiner „zu großen Strenge und Orthodoxie“ das „Missvergnügen“ seiner Chorherren wie auch der Landsassen (provinciales) „zum Nachteil für das Gotteshaus zugezogen“ haben. Nur dank päpstlicher Unterstützung behauptete er sich als Propst bis zu seinem Tod im Jahr 1333.
Tanner unterstand als Propst Konrad IV. des Berchtesgadener Klosterstifts noch der Metropolitangewalt des Erzbistums Salzburg. Erst 1455 konnte sich das Stift davon befreien und war danach in geistlichen Dingen allein dem Papst unterstellt. Aber die weltliche Eigenständigkeit der Stiftspropstei begann sich bereits seit 1294 durch die Erlangung der Blutgerichtsbarkeit für schwere Vergehen zu manifestieren. 1313 stammte bereits jedes zehnte Salzschiff auf der Salzach beziehungsweise auf dem Inn aus Berchtesgaden.
Die seit Jahrzehnten währenden Salzirrungen zwischen dem Klosterstift und dem Erzbistum Salzburg bestimmten auch Tanners Regentschaft, denn – so der Historiker Koch-Sternfeld – 1306 „fiel plötzlich ein Haufe Berchtesgadener über des Erzstifts Leute am Untersberg heraus und verübte große Gewalt“. Sein Vorgänger Eberhard Sachs stellte daraufhin „Ruhe und Ordnung und Frieden wieder her“. Doch 1332 fielen nun die Bürger aus Hallein über die zur Propstei gehörenden Schellenberger Salzpfannen her und stürzten Berchtesgadener Salzwagen um. Auf die Klagen Tanners sagte der Salzburger Erzbischof Friedrich III. zu, dass ab jetzt Erzeugung wie Ausfuhr des Schellenberger Salzes durch das Gebiet des Erzstifts ungehindert vor sich gehen dürfe.
Tanners Grabstein findet sich als Bodenplatte am Haupteingang der Berchtesgadener Stiftskirche. Im Lauf der Jahrhunderte wurde die Platte derart beansprucht, das (siehe Abb. oben) nur noch in einem kleinen Bereich nicht mehr zuordenbare Buchstabenreste zu erkennen sind.